# Ctenoplusia acuminata
Ctenoplusia acuminata là một loài bướm đêm trong họ Noctuidae.